# Michael Minovitch
Michael Andrew Minovitch (* 1935 oder 1936; † 16. September 2022) war ein US-amerikanischer Mathematiker, der gezeigt hat, dass die Trajektorie (Flugbahn) von Raumsonden beim Vorbeiflug an Planeten durch ein Swing-by-Manöver („Gravity Assist“) Geschwindigkeit hinzugewinnen können.
Diese Erkenntnis entwickelte und bewies er 1961 mit Hilfe des damals schnellsten Großrechners als etwa 25-jähriger Student an der University of California (UCLA), während er im Sommer bei einem Semesterferien-Job am Jet Propulsion Laboratory arbeitete. 1970 wurde er an der University of California, Berkeley mit der Schrift  Mathematical Methods for the Design of Gravity Thrust Space Trajectories promoviert.
Frühere Studien an Kometen hatten im späten 19. Jahrhundert gezeigt, dass ihre Umlaufbahnen sich veränderten, wenn sie nah am Jupiter vorbeigeflogen waren. Dies ließ vermuten, dass bei der Begegnung eine Energieübertragung stattgefunden hatte. Aber erst Minovitchs Arbeit zeigte, dass dies nützlich dabei sein konnte, eine interplanetarische Reise zu planen. Die erste Mission, die diese Technik nutzte, war die Reise von Mariner 10 zur Venus und zum Merkur im Jahr 1973. Später wurde sie beim Voyager-Programm genutzt, um ausreichend Geschwindigkeit zu erreichen, um zu den äußeren Planeten Uranus und Neptun fliegen zu können. Die von Gary Flandro gefundene Planetary Grand Tour wurde so erst möglich.